# را کیونگ-مین
را کیونگ-مین (انگلیسی: Ra Kyung-min؛ زادهٔ ۲۵ نوامبر ۱۹۷۶) بدمینتون‌باز اهل کره جنوبی است.